# Pablo Herrera (cantante)
Pablo Arturo del Sagrado Corazón Herrera Rogers (Viña del Mar; 15 de noviembre de 1963) es un cantante y compositor chileno de baladas románticas, uno de los principales exponentes de dicho estilo desde la década de 1980 en adelante.

## Carrera
Pablo Herrera estudió en el Colegio San Juan Evangelista.
Su primer disco fue Despertar, editado en 1983, con influencias claras del movimiento en boga entonces, el Canto Nuevo. En esos años, conoció al cantautor Hugo Moraga con quien tomó clases de guitarra y composición. Su primer disco, independiente, circuló con suficiente éxito como para que la compañía multinacional EMI decidiera contratarlo.
En 1986, Herrera dio la razón al sello al lograr su primer hit en radios: «Entre dos paredes», incluido en su disco homónimo. Canciones románticas con gran presencia de guitarras fueron el estilo de Herrera.. Se destacó en este álbum la canción «Entre nubes», que fuera seleccionada para el disco compilatorio de rock chileno de los años 1980.
Dos años después, publicó el álbum Rastros que, pese a lo conceptual, logró buenas ventas y popularidad. Fue en ese momento cuando el cantautor viajó a Estados Unidos, donde conoció a otros músicos y asumió la vocación masiva de su oficio y estilo, que se ancló en los referentes de la balada a principios de la década de los años 1990, lo que en 1992 le significó un segundo lugar en el Festival de Viña del Mar con la canción «Dale una oportunidad» y un tercer lugar en el Festival OTI de ese mismo año con el tema «Te prometo». Luego de esto lanzaría el disco Más arriba.
Con este nuevo disco, Herrera logró imponer su estilo, con temas como «Amor, amor», asumiendo las convenciones de la música popular, incluyendo letras románticas, coros y guitarras acústicas de apoyo. Además del álbum, lanzó su primer videoclip, en el cual actúa su esposa, quien ha sido la fuente de inspiración para las letras.[cita requerida] Luego, en 1994, Herrera editó otro disco, el más exitosos de su carrera: Alto al fuego. Este éxito le permitió ir al Festival de Viña del Mar por segunda vez, pero esta vez como artista invitado y no como competidor.
En 1996, Herrera lanzó su nuevo disco editado en Río de Janeiro, Hasta la Luna, aunque la recepción del público no fue la esperada.[cita requerida] Debido a esto, Herrera terminó su contrato con Polygram. Sin embargo, el cantautor no detuvo su actividad y junto a Keko Yunge y a Alberto Plaza protagonizó una intensa gira por Chile, ratificando el éxito del género de la balada romántica en el público chileno.
En 1998, Herrera firmó contrato con Sony Music y con singles como «Yo voy contigo» logró nuevamente el fenómeno de las súper ventas.[cita requerida] A partir de esto, ganó no solo un APES, sino que también el premio de música Presidente de la República, entregado por el mandatario de entonces, Eduardo Frei Ruiz-Tagle. Además extendió su éxito a otros países latinoamericanos como Bolivia, Ecuador y Perú, y nuevamente una participación en Viña del Mar.
En 2001, Herrera se fue a Los Ángeles y se concentró en la grabación de su nuevo álbum Sentado en la vereda. En esa oportunidad, el baladista se permitió romper con ciertos sesgos y se abrió a corrientes más jazzísticas y roqueras. También compartió una canción junto al exlíder del grupo La Ley, Beto Cuevas. Este sería, según las mismas palabras de Herrera, su disco favorito, aunque le significó una cierta distancia con su público acostumbrado a la balada romántica.[cita requerida]
Posteriormente, Pablo Herrera lanzó un nuevo disco para recuperar a su fiel público de baladas. Este sería un disco en vivo al estilo de MTV Unplugged, en el que se grabarían sus mayores éxitos con nuevos arreglos. El producto final fue un DVD que le sirvió como plataforma internacional para promover su carrera.[cita requerida] Gracias a esto, Herrera recorrió Colombia junto a Alberto Plaza, para luego continuar por su cuenta por Ecuador confirmando así la poderosa vigencia de la balada en Latinoamérica.
En 2007, Pablo Herrera grabó su primera producción independiente llamada PH: Discografía elemental electrónica, tomando nuevamente su tendencia romántica, pero esta vez con bases electrónicas.
En 2010, lanzó su último trabajo titulado Este amor.
En 2020, colabora en el primer álbum de estudio del artista chileno Aarón Martínez, con la canción "Mi Amor". Luego, en 2021, vuelve a hacerlo, esta vez para la edición especial de dicho álbum, con la versión acústica de esta canción.

## Controversias
En marzo de 2024, el cantante chileno causó polémica tras emitir declaraciones consideradas xenófobas y violentas durante una entrevista en el programa Expreso PM de radio Bio Bio. Herrera expresó su frustración respecto al aumento de la delincuencia en Chile y criticó a los delincuentes de origen extranjero, señalando que "ojalá se los piteen a todos". También afirmó que algunos extranjeros "traen su cultura de mierda", lo que intensificó las críticas en su contra. Sus declaraciones fueron ampliamente condenadas en redes sociales y por diversas organizaciones que las consideraron racistas y contrarias a la convivencia social.
Además, el cantante llamó a la policía a usar la fuerza contra los delincuentes, declarando que deberían "correrle balas a todos" y que las autoridades "tienen que hacer uso de ese derecho". Estas afirmaciones, que sugerían el uso de violencia indiscriminada por parte de la policía, generaron un intenso debate público sobre la inmigración, la seguridad y el papel de las fuerzas del orden en Chile.
Ante la controversia, Pablo Herrera defendió sus comentarios argumentando que hablaba desde la indignación y la desesperación por la situación delictual en el país. Sin embargo, sus palabras continuaron provocando reacciones adversas de diferentes sectores, que exigieron una mayor responsabilidad en los discursos públicos, particularmente aquellos que pueden fomentar la xenofobia y la violencia. El episodio se sumó a la discusión más amplia sobre la percepción de la criminalidad vinculada a la inmigración en Chile, un tema que ha sido objeto de debates y divisiones en la opinión pública en los últimos años.
Tras la polémica generada por sus declaraciones sobre delincuentes extranjeros en marzo de 2024, el cantante intentó aclarar sus palabras en entrevistas posteriores, explicando que sus comentarios fueron sacados de contexto y que no pretendía atacar a ninguna nacionalidad específica, sino que se refería exclusivamente a los delincuentes que afectan la seguridad en Chile. Sin embargo, y pese a sus aclaraciones, la comunidad haitiana en Chile evaluó presentar una querella en su contra, debido a las implicaciones racistas de sus dichos. 
En febrero de 2025, Herrera causó controversia al insultar a Maite Orsini con comentarios machistas.

### Conflictos legales
En marzo de 2024, la comunidad haitiana en Chile presentó una querella en contra de Pablo tras sus polémicas declaraciones sobre los delincuentes extranjeros. La querella acusaba a Herrera de incitación al odio y racismo. Las declaraciones del artista, en las que expresó su deseo de que "se los piteen a todos" y criticó a los extranjeros por "traer su cultura de mierda", fueron interpretadas como un ataque directo a la comunidad inmigrante, especialmente a los haitianos residentes en Chile. La querella alegaba que las palabras de Herrera contribuían a un clima de xenofobia, racismo y violencia contra los inmigrantes, por lo que se solicitaba que el cantante respondiera ante la justicia por sus comentarios. El caso atrajo la atención pública, intensificando el debate sobre la inmigración y la criminalidad en el país, así como la responsabilidad en los discursos públicos.
En abril de 2024, el cantante Pablo Herrera presentó una querella en contra del programa "El Antídoto" emitido por Mega, luego de que este lo parodiara a raíz de sus polémicas declaraciones sobre delincuentes extranjeros. Herrera, señaló que "no se la van a llevar peladas" y acusó al programa de difamación e injurias. La querella fue motivada por una parodia emitida en "El Antídoto", que, según Herrera, ridiculizaba su imagen y exacerbaba las críticas hacia sus comentarios. El cantante buscaba reparación legal por el tratamiento mediático que consideraba ofensivo y perjudicial para su reputación.
La querella presentada por Pablo, en contra de 'El Antídoto' fue declarada inadmisible por el Tribunal de Garantía.  El tribunal desestimó la querella, argumentando que no cumplía con los requisitos legales para proceder. El mencionado programa había condenado fuertemente los comentarios del cantante, lo que motivó la acción legal. Sin embargo, con la decisión judicial, el caso no avanzó y el programa continuó con sus emisiones.

## Discografía

### Álbumes de estudio
- 1983: Despertar
- 1986: Pablo Herrera
- 1989: Rastros
- 1992: Más arriba
- 1994: Alto al fuego
- 1996: Hasta la Luna
- 1998: Yo voy contigo
- 2001: Sentado en la vereda
- 2002: Sesión
- 2004: Cero
- 2005: Discografía elemental electrónica
- 2010: Este Amor
- 2013: La Verdad

### Álbumes en vivo
- 1996: Pablo Herrera en vivo
- 2002: Sesión

### Álbumes compilatorios
- 2008: Antología 1983-2008
- 2008: Antología 1983-2008, DVD

### Videos
- 1992: Amor, amor
- 1994: Alto al fuego
- 1998: Si tú supieras
- 1999: Tengo un amor
- 2000: Si tú supieras
- 2001: Ella es mi mujer
- 2002: Amor prohibido
- 2004: No sé qué hacer con ella
- 2004: Será esto amor
- 2008: Tan vulnerable
- 2010: Este amor
- 2010: Quiéreme así

## Participaciones
- Rock chileno. Lo mejor de los '80 (1994)
- Teletón '94 (Teatro Teletón) (1994)
- El Biobío sigue cantando (1996)
- Cerro Alegre - Banda sonora (1999)
- Festival todas las voces, todas (2003)
- El día más hermoso (2004)
- Click de amor (2010 - Oveja Negra)
- Aquí estoy ft. Maga Ortúzar (2014)  Disco Para Viajar
- Mi Amor (Feat. Aarón Martínez) (2020) para el álbum homónimo de Aarón Martínez
- Mi Amor (Acoustic Version) (Feat. Aarón Martínez) (2021) para la edición especial del álbum homónimo de Aarón Martínez
- Primer plano (2025) invitado

## Programas de televisión
- Generaciones cruzadas (2014)
- ¿Quién es la máscara? (2021)